# Talbotiella korupensis
Espèce
Talbotiella korupensis Mackinder & Wieringa  est une espèce de plantes à fleurs de la famille des Fabaceae selon la classification phylogénétique. C'est un arbre endémique du Cameroun.

## Étymologie
Comme son épithète spécifique l'indique, elle a été découverte, puis récoltée à plusieurs reprises, dans le parc national de Korup, à l'ouest du Cameroun.

## Description
C'est un arbre de taille moyenne pouvant atteindre 15 à 25 m de hauteur.